# Бутковичі (Росія)
Бутковичі (рос. Бутковичи) — присілок у Лузькому районі Ленінградської області Російської Федерації.
Населення становить 15 осіб. Належить до муніципального утворення Скребловське сільське поселення.

## Історія
Згідно із законом від 28 вересня 2004 року № 65-оз належить до муніципального утворення Скребловське сільське поселення.

## Населення
| 1838 | 1862 | 1940 | 1965 | 1997 | 2007 | 2010 |
| ---- | ---- | ---- | ---- | ---- | ---- | ---- |
| 251  | ↘199 | ↘105 | ↘49  | ↘9   | ↗10  | ↗15  |